# Friedrich Kentmann

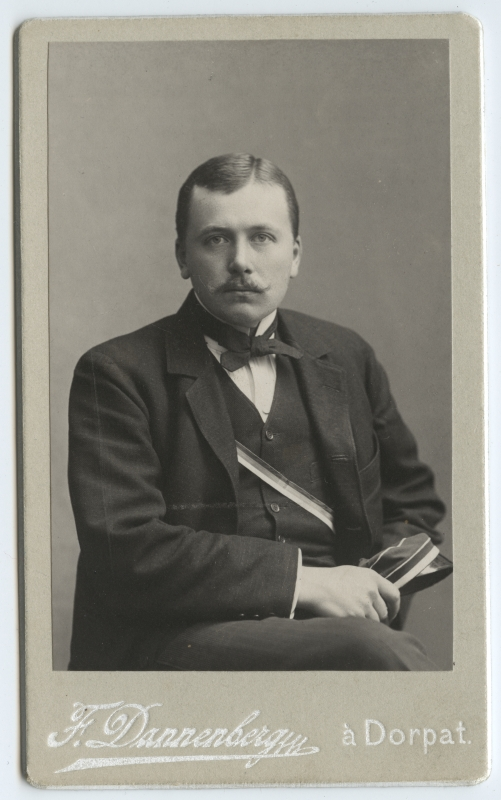
Friedrich Kentmann als Student in Dorpat

Friedrich Eduard Kentmann (* 26. Januar 1878 in Kusal, estnisch Kuusalu; † 15. September 1953 in Hamburg) war ein deutsch-baltischer evangelisch-lutherischer Geistlicher. Während der Zeit des Nationalsozialismus war er Landessuperintendent in Güstrow.

## Leben
Friedrich Kentmann entstammte einer deutsch-baltischen Pastorendynastie und war ein Sohn von Woldemar Friedrich Kentmann (1833–1901), Pastor in Kusal und Propst von Ost-Harrien, und seiner Frau Amalie, geb. Grohmann. Der Generalsuperintendent Wilhelm Kentmann (1861–1938) war sein ältester Bruder.
Er besuchte die Ritter- und Domschule zu Reval sowie das private Gymnasium von Dr. Wiedemann in Sankt Petersburg. Von 1898 bis 1904 studierte er Evangelische Theologie an der Kaiserlichen Universität Dorpat. Hier wurde er, wie zuvor schon sein Vater und sein Bruder, Mitglied der Baltischen Corporation Estonia Dorpat. 1905 wurde er in Reval zum Pastor ordiniert; seine erste Anstellung erhielt er hier als Adjunkt an der Johanniskirche. Ab 1908 leitete er als Inspektor die privaten Vorschulklassen für die Domschule, die auch unter seinem Namen als Kentmannsche Vorbereitungsschule bekannt war. Von 1911 bis 1918 unterrichtete er Religion und Latein an der Domschule, zugleich war er 1915/16 Pfarrverweser in Reval. Während der deutschen Besetzung 1918 ernannte ihn das deutsche Generalkommando 68 zum Stadtschulrat.
In Folge der Ereignisse am Ende des Ersten Weltkriegs und den Estnischen Freiheitskrieg emigrierte er Anfang 1919 nach Deutschland und wurde Pastor in Rüstringen. 1923 wechselte er in den Dienst der Evangelisch-Lutherischen Landeskirche Mecklenburgs und kam an die Heiligen-Geist-Kirche (Rostock).
1933 schloss er sich den Deutschen Christen und zum 1. Mai des Jahres der NSDAP an (Mitgliedsnummer 3.521.032). Im September 1933 denunzierte er den Rostocker Professor für Praktische Theologie Helmuth Schreiner, was zu dessen vorübergehender Suspendierung führte. Im Oktober übernahm er kommissarisch das Amt des Rostocker Landessuperintendenten anstelle des abgesetzten Friedrich Voß (1859–1954). Zum 1. Juni 1934 ernannte ihn der Landeskirchenführer Walther Schultz an Stelle des nach Mölln (Mecklenburg) zwangsversetzten Johannes Schwartzkopff zum Domprediger am Güstrower Dom. Gleichzeitig sollte er Nachfolger des zwangsweise in den Ruhestand versetzten Güstrower Landessuperintendenten Walter Kittel (1870–1936) werden. Dieser weigerte sich jedoch, seine Versetzung in den Ruhestand anzuerkennen, und so konnte Kentmanns Ernennung erst mit dem Tod Kittels am 22. Juli 1936 wirksam werden. Zusätzlich war er ab 1935 Mitglied der landeskirchlichen Prüfungskommission. Kentmann nahm die Landessuperintendentur gewaltsam in Besitz; die Pastoren, die der Bekennenden Kirche angehörten, weigerten sich, mit ihm zusammenzuarbeiten. Kentmann gab 1937 den Auftrag zur Entfernung des Ehrenmals Der Schwebende von Ernst Barlach aus dem Dom. Ende 1941 wurde er auf einer Liste Neuer Mitarbeiter des deutschchristlichen Eisenacher Instituts zur Erforschung und Beseitigung des jüdischen Einflusses auf das deutsche kirchliche Leben aufgeführt.
Nach dem Ende von Nationalsozialismus und Zweitem Weltkrieg 1945 wurde er seines Amtes als Landessuperintendent enthoben und vom pfarramtlichen Dienst suspendiert. Sein Nachfolger als Landessuperintendent wurde mit Wirkung vom 1. Oktober 1945 der Güstrower BK-Pastor Sibrand Siegert (1890–1954). 1950 erfolgte die Entlassung Kentmanns aus dem Dienst der mecklenburgischen Landeskirche.
Seit 1905 war er verheiratet mit Ellen, geb. von Striedter.

## Werke
- Ein Jahrgang Morgenandachten für Kinder. Reval 1908
- Vom Heiland. Biblische Geschichten für Kinder. Reval: Verein Lutherischer Pastore Estlands 1912